# Ново-Барбарська діоцезія
Но́во-Ба́рбарська (лат. Dioecesis Novabarbarensis; італ. Diocesi di Novabarbara) — титулярна діоцезія римського обряду Католицької церкви. Створена 1933 року на згадку про Ново-Барбарське єпископство з центром в місті Нова-Барбара у римській провінції Нумідія (сучасний Алжир, містечко Бені-Барбар). Єдиний відомий єпископ Ново-Барбарський — Адеодат, учасник Карфагенського собору 484 року. Решта єпископів від 1933 року — титулярні єпископи Ново-Барбарські, які, зазвичай, займають посади єпископів-помічників в реальних діоцезіях.
| Nova Barbara         | Nova Barbara              |
| -------------------- | ------------------------- |
| Країна               | Римська імперія / Нумідія |
| Релігія              | католицька                |
| Церква               | римо-католицька           |
| Сучасне розташування | Алжир                     |
| Дата заснування      | 1933                      |
| Діючий єпископ       | Пол Тошіхіро Сакаї        |

## Єпископи
- Адеодат (?—484)

Титулярні єпископи
- Безіл Едвард Крістофер Батлер (Basil Edward Christopher Butler), O.S.B. † (29 листопада 1966 — помер — 20 вересня 1986)
- Хорхе Феррейра да Коста Ортіга (9 листопада 1987 Призначений - 5 червня 1999 Призначений архієпископом Браги)
- Гільєрмо Родріго Теодоро Ортіс Мондрагон † (29 січня 2000 Призначений - 19 жовтня 2005 Призначений єпископом Куаутітлану, Мексика)
- Стівен Тьєф † (19 червня 2009 Призначений - 15 Лис 2014 Призначений Єпископом Лойкав)
- Альберто Віра Арехула, O. de M. (30 березня 2015 р. призначений - 25 квітня 2018 р. призначений єпископом Накали)
- Пол Тошіхіро Сакаї (2 червня 2018 р. Призначений - )